# Kontemplacja (buddyzm)
Kontemplacja – typ medytacji związany z rozwijaniem wglądu zwanego vipassana za pomocą analitycznego poznawania w to jak przejawiają się zjawiska, a nie jak się jedynie wydają przejawiać, tj. dany obiekt bądź obiekty kontemplacji.

## Obiekty kontemplacji
Obiekty kontemplacji przyjmuje się w zależności od potrzeb i umiejętności praktykującego. Mogą to być rozmyślania o cennym ludzkim odrodzeniu umożliwiającym Oświecenie, nietrwałości życia szybko przemijającego podczas którego należy zrealizować praktykę do Oświecenia, kontemplacja o prawie karmy, które decyduje o przyszłych odrodzeniach (reinkarnacja), kontemplacja o wszechobecności cierpień (dukkha) którym będzie się podlegać (jeżeli nie zrealizuje się Oświecenia) podczas kolejnych odrodzeń (reinkarnacji) w świecie. Mogą to być konkretne zjawiska materialne bądź mentalne, aby osiągnąć wgląd siunjata na temat tych zjawisk, np. kwiat bądź tożsamość "ja".
Kontemplacja polega (w pewnym uproszczeniu) na szczegółowym rozpatrywaniu obiektu pod różnymi kątami czy punktami odniesienia. W przypadku kontemplacji nad mentalnym obiektem tożsamości "ja", zanim rozwinie się wgląd, może wystąpić wiele etapów negowania cech tej tożsamości, np. że choć wydaje się być trwała nieprzerwanie istniejąca, to zanegowane jest to, gdyż nie byłoby obaw, że coś mogłoby się stać tej tożsamości w następnych momentach jej trwania, tym bardziej, że wszystko się zmienia, również pięć skupisk, nawet wiele razy w ciągu życia, bądź że wydaje się być niezależna, co zanegowane jest, gdyż nie byłoby obaw, że ta tożsamość „ja” mogłaby być zagrożona przez „innych” bądź nie musiałaby zależeć od otoczenia.
W przypadku kontemplacji nad materialnym obiektem takim jak np. kwiat, zanim rozwinie się wgląd, może wystąpić wiele etapów negowania cech tego przejawienia jako kwiatu, np. że jest niemożliwe, by zaistniało przejawienie kwiatu z powodu jednej tylko odseparowanej (tj. inherentnej, wrodzonej, niezależnej) przyczyny czy warunku bądź wielu takich przyczyn i warunków, gdyż w istocie było nieskończenie wiele współzależnych od siebie warunków i przyczyn, gdyż aby zakwitł kwiat nie wystarczy tylko wilgotna gleba, lecz również choćby promienie słońca, które zależą nie tylko od zasłaniającego tą rośliną otoczenia, ale i od atmosfery ziemskiej, reakcji nuklearnych w słońcu, położenia układu słonecznego wzg galaktyki, która trwa już wiele miliardów lat itd.).

## Praktyka kontemplacji
Praktyka buddyjska służy temu, aby rozwijać skupioną uważność śamatha w jedności z analitycznym poznawaniem vipassana, aby kontemplacja rozwijała się bez rozpraszania innymi czynnościami nie związanymi z kontemplacją. Jeżeli jedynie praktykuje się jedno upunktowiono skupioną uważność tylko na jakimś użytecznym dla praktyki obiekcie nie będzie odpowiednich przyczyn aby rozwinąć wgląd mądrości w zjawiska przejawiające się jako samsara w celu wyzwolenia od cierpień i niewiedzy. Jeżeli jedynie praktykuje się analityczne rozważania nie będzie możliwe, aby powstały z tych analiz "przebłysk" wglądu mógł stabilnie spoczywać, ponieważ umysł będzie rozpraszany strumieniem swobodnie pędzących myśli.
Po tym jak  na jakiś czas odetnie się rozproszenie pędzącymi myślami, umysł się uspokaja na tyle, aby analitycznie poznawać konkretnie przyjęty obiekt analizy jako niemający ostatecznie wrodzonej samej z siebie natury, np. przypadku tożsamości "ja" należy dokładnie rozpoznać co i jak doświadczamy jako owo "ja". Jeżeli nastąpi wytrącenie uwagi z tego obiektu vipassany, należy powrócić do śamathy, skupienia tylko na tym obiekcie bez analizy, aż umysł się uspokoi i będzie gotowy do ponownych analiz. Jeżeli praktyka jedności owych obu nie może być już kontynuowana, należy zakończyć sesję praktyki ze zrozumieniem, które będzie kontynuowane pomiędzy formalnymi sesjami, że zjawiska będą się przejawiać tylko konwencjonalnie, pomimo że w czasie formalnych sesji rozwija się zrozumienie o braku ich wrodzonej samej z siebie natury.
Jeżeli pod wpływem analitycznego rozważania nastąpi w końcu w czasie formalnej sesji "przebłysk" pewności na temat ostatecznego braku przejawienia danego zjawiska (konkretnego obiektu analizy), należy spoczywać w tej pewności siłą śamathy bez potrzeby dalszych analitycznych rozważań. Następne sesje medytacyjne co do tego danego obiektu będą jedynie powrotem do tej pewności. Tradycyjne teksty podają tu przykład: to tak jak by się rozpoznało w czasie spaceru, że leżący kij nie jest wężem, choć wydawał się nim z daleka, i nie trzeba już rozważać czy to wąż, czy nie wąż, a następnym razem od razu będzie to jasne z odległości.
Indyjski pandita Kamalaśila (z Instytutu Nalanda, 713-763 r. n.e.) w swoim dziele "Etapy medytacji" (sanskryt. Bhavanakrama) o praktykach śamatha i vipassana pisze:
Na początku powinno się praktykować śamathę przez moment. Kiedy rozproszenie zewnętrznymi zjawiskami uspokoi się, przebywa się w stanie umysłu łatwym do prowadzenia oraz radosnym dla kontynuowania i skupienia do wewnątrz. To jest śamathą. Kiedy skupiając umysł poprzez śamathę analizuje się ten właśnie umysł, to jest vipassaną".

## Rezultat kontemplacji
Ostatecznym celem praktyki buddyjskiej jest poza-konceptualna mądrość prowadząca do nirwany. Kontemplacje w ramach rozwijania wglądu vipassany to jedynie metody prowadzące do tego celu. Mądrość wywodzi się z pewności wynikłej z doskonałej jedności śamathy i vipassany, tak że więcej już nie ma potrzeby podziału pomiędzy czasem formalnych sesji i czasu między tymi sesjami. Kamalaśila w "Etapach medytacji" podkreśla, że owa poza-konceptualna mądrość posiada przejrzystą obecność bez dualistycznego rozróżniania pomiędzy doświadczanymi zjawiskami a doświadczającym, w przeciwieństwie do stanu umysłu gdzie jest brak mentalnych aktywności, jak np. w czasie omdlenia. Mądrość ta pozostaje poza wszelkimi odniesieniami pochodzącymi z analiz nie dając żadnej podstawy by potrzebne było kontynuować praktykę.
Śantidewa (z Instytutu Nalanda, VIII w. n.e) w swoim dziele Bodhicarya-avatara (Przewodnik po Ścieżce Bodhisattwy) pisze:
"Kiedy prowadziło się analizę tego co było analizowane,
Owa analiza nie pozostawia żadnej podstawy,
Ze względy na brak owej podstawy, analiza nie jest kontynuowana.
To jest przedstawiane jako nirwana".
Pojęcie nirwany można odnieść do nauk nieistniejących już szkół hinajany, gdzie osiąga się stan śrawaki, który po swojej śmierci, czyli całkowitym wygaśnięciu pięciu skupisk, osiąga stan wyzwolenia z cyklu narodzin w samsarze, oraz do nauk mahajany, gdzie osiąga się stan buddy jako trzy ciała Buddy posiadające pięć mądrości (mądrość wszechprzenikajacą, podobną zwierciadłu, równości, rozróżniającą i mądrość dharmathatu).
W buddyzmie therawady śamatha i vipassana są głównymi praktykami. W innych tradycjach buddyzmu śamatha i vipassana również występują, chociaż w ramach innych praktyk np. w buddyzmie zen w ramach praktyki zazen. W buddyzmie tybetańskim ponadto stosuje się unikalne praktyki, gdzie umysł i ciało nie traktuje się osobno, w których za pomocą fazy spełniającej, poprzez wizualizacje - siłą śamathy - subtelnej sieci kanałów, wiatrów i esencji poruszającymi się we własnym ciele, "wypracowuje się" sobie (w sześciu etapach według tantry Guhjasamadży) - co odpowiada vipassanie - dostęp do najbardziej subtelnego poza-konceptualnego stanu natury umysłu "Przejrzyste Światło" realizującego siunjatę w stanie oświecenia buddy. tj. dharmakai.